# Burma (kattras)
Burma är en asiatisk raskatt. Det särskilda kännetecknet för burman är att den har en gen, som förändrar pälsens färgpigment, så att färgen blir ljusare. Den ursprungliga färgen på burma är brun, som genetiskt egentligen är svart.

## Historia
Burmor, eller katter som enligt beskrivningarna liknar burman, finns nämnda i thailändska böcker ända från 1400-talet. På 1930-talet tog en amerikansk läkare, dr Joseph C Thomson, med sig en av de bruna katterna hem till USA. Där påbörjade han ett avelsarbete och 1936 blev burman en godkänd ras i USA. I mitten på 1940-talet kom katten till Europa där den snabbt blev populär. I början fanns rasen bara i brunt, men burmor med andra färger har idag avlats fram och de europeiska burman är godkänd i 10 färger; brun, blå, choklad, lila, röd, crème, brunsköldpadd, blåsköldpadd, chokladsköldpadd och lilasköldpadd. Den amerikanska burman som också har ett lite annorlunda utseende räknas i USA som egen ras där endast fyra färger är godkända.

## Utseende
Burman är en muskulös och kraftig katt som ska ha god tyngd i förhållande till dess kroppsstorlek. Pälsen ska vara tätliggande, vara glansig, kort och ligga slätt. Ögonens färg kan skifta i nyanser från gul till bärnsten.
Burmans 10 godkända färger, med EMS-koder:
- BUR n: Brun
- BUR a: Blå
- BUR b: Choklad
- BUR c: Lila
- BUR d: Röd
- BUR e: Creme
- BUR f: Brun sköldpadd
- BUR g: Blå sköldpadd
- BUR h: Choklad sköldpadd
- BUR j: Lila sköldpadd

## Temperament
En burma ska vara lekfull, nyfiken och tillgiven. De klassas som intelligenta och anses ha en stark personlighet. De är mycket sociala och följer ofta med en.